# Brutal Assault
Il Brutal Assault è un festival che si svolge annualmente in Repubblica Ceca a Josefov nei pressi di Jaroměř, dedito principalmente al metal estremo.

## Edizioni

### 2014
Amon Amarth (SE), Aosoth (FR), Architects (UK), August Burns Red (US), Benediction (UK), Blindead (PL), Bring Me the Horizon (UK), Broken Hope (US), Brutality Will Prevail (UK), Carnival in Coal (FR), Children of Bodom (FI), Chthonic (TW), Church of Misery (JP), Combichrist (NO), Converge (US), Cripper (DE), Crowbar (US), Cruachan (IE), Dagoba (FR), Dew-Scented (DE), Dodecahedron (NL), Down (US), Enthroned (BE), Epicardiectomy (CZ), Exivious (NL), Feastem (FI), Fleshgod Apocalypse (IT), Fleshless (CZ), Flotsam & Jetsam (US), Gehenna (NO), God Is an Astronaut (IE), Grand Exit (SE), Gutted (HU), H2O (US), Hacktivist (UK), Hail of Bullets (NL), Hammercult (IL), Havok (US), Heaving Earth (CZ), Heinden (CZ), High on Fire (US), Ignite (US), Impaled Nazarene (FI), In Mourning (SE), Infernal Tenebra (HR), Inquisition (US), Insania (CZ), Iwrestledabearonce (US), Jesu (UK), Katatonia (SE), Keep on Rotting (CZ), Khold (NO), Krabathor (CZ), Krakóv (PL), Liveevil (CZ), Månegarm (SE), Manes (NO), Martyrdod (SE), Mgła (PL), Misery Index (US), Modern Day Babylon (CZ), Mors Principium Est (FI), My Dying Bride (UK), Nervecell (AE), Nightfall (GR), Obituary (US), Okkultokrati (NO), Onslaught (UK), Panychida (CZ), Pentagram Chile (CH), První Hoře (CZ), Radiolokator (CZ), Rats Get Fat (SK), Red Fang (US), Repulsion (US), Ringworm (US), Satyricon (NO), Schirenc Plays Pungent Stench (AT), Severe Torture (NL), Shining (NO), Siberian Meat Grinder (RU), Sick of It All (US), Six Degrees of Separation (CZ), Six Feet Under (US), Skeletonwitch (US), Slayer (US), Sodom (DE), Soilwork (SE), Spasm (CZ), Strife (US), Suburban Terrorist (SK), Suffocation (US), Terrorizer (US), Texas in July (US), The Agonist (CA), The Devin Townsend Project(CA), The Ocean (DE), Unleashed (SE), Venom (UK), Worship (DE)

### 2013

#### Warm Up Show
Beast Within the Sound (CZ), Dying Passion (CZ), Jungle Rot (US), E.N.D. (HR), Malignant Tumor (CZ), Testament (US), Hentai Corporation (CZ)

#### 1º Giorno
Abstract Essence (CZ), Proximity (CZ), Coffins (JP), Decrepit Birth (US), Magrudergrind (US), Dr. Living Dead (SE), Hate (PL), Hacride (FR), Downset (US), Belphegor (AT), DevilDriver (US), Dying Fetus (US), Ensiferum (FI), Gojira (FR), Anthrax (US), Fear Factory (US), Voivod (CA), Entombed (SE), Whitechapel (US), Marduk (SE), Balance Interruption (UA), Empyrion (CZ), Fob (CZ), FDK (CZ), Minority Sound (CZ), Secret of Darkness (CZ)

#### 2º Giorno
Antropofagus (IT), Attack of Rage (CZ), Katalepsy (RU), October File (DE), Obscura (DE), Glorior Belli (FR), Hypnos (CZ), Misantrophe (FR), Pro-Pain (US), Loudblast (FR), Philm (US), Orphaned Land (IL), Malevolent Creation (US), Alcest (FR), Fields of the Nephilim (UK), Meshuggah (SE), In Flames (SE), Amorphis (FI), Carcass (UK), Overkill (US), Cult of Luna (SE), Brotherhood of the Lake (UK), Aeternus (NO), Atari Teenage Riot (DE), Novembers Doom (US), Divadlo Marza (CZ), PerfeCitizen (CZ), Beautiful Caffilery (CZ), Stíny Plamenů (CZ), Five Seconds to Leave (CZ)

#### 3º Giorno
Gutalax (CZ), Crushing Caspars (DE), We Butter the Bread with Butter (DE), War from a Harlots Mouth (DE), Sylosis (UK), Vreid (NO), Benediction (UK), Rotten Sound (FI), Primordial (IE), Vomitory (SE), Biohazard (US), Leprous (NO), Ihsahn (NO), Trivium (US), Clawfinger (SE), Hatebreed (US), Behemoth (PL), Opeth (SE), Borknagar (NO), Madball (US), Carpathian Forest (NO), Saturnus (DK), Contrastic (CZ), Solefald (NO), Aborym (IT), Centurian (NL), Proximity (CZ), Straight (CZ), Divadlo Marza (CZ), The Fall of Ghostface (CZ), In Vain (CZ)

### 2012
Aborted (BE), Agnostic Front (US), Ahumado Granujo (CZ), Alcest (FR), Amon Amarth (SE), Arcturus (NO), Arkona (RU), At the Gates (SE), Be'lakor (AU), Cattle Decapitation (US), Converge (US), Corrosion of Conformity (US), Crowbar (US), Darkest Hour (US), Dimmu Borgir (NO), Engel (SE), Finntroll (FI), General Surgery (SE), Godflesh (UK), Gorguts (CA), Hatebreed (US), Heaven Shall Burn (DE), Immolation (US), Immortal (NO), Incantation (US), Inquisition (CO), Insomnium (FI), Kampfar (NO), Krisiun (BR), Kylesa (US), Lock Up (UK), Machine Head (US), Ministry (US), Moonspell (PT), Morgoth (DE), Municipal Waste (US), Napalm Death (UK), Nile (US), Norma Jean (US), Norther (FI), Paradise Lost (UK), Pig Destroyer (US), Protest the Hero (CA), Rise and Fall (BE), Root (CZ), Samael (CH), Sebkha-Chott (FR), Shape of Despair (FI), Sick of It All (US), Six Feet Under (US), Skarhead (US), Sodom (DE), Sólstafir (IS), Suicidal Angels (GR), Swallow the Sun (FI), Textures (NL), The Black Dahlia Murder (US), The Safety Fire (UK), Toxic Holocaust (US), Unearth (US), Vallenfyre (UK), Vildhjarta (SE), Virus (NO), Warbringer (US)

### 2011
| 11 agosto | |
| Metal Shop stage | Jägermeister stage                                                                                   |
| Tsjuder Exhumed Morbid Angel Suicidal Tendencies Asphyx Threat Signal Horse the Band Hecate Enthroned Uneven Structure Frontside I Divine | Týr Septic Flesh Motörhead Kreator Unexpect Skeletonwitch Sylosis Comeback Kid Sworn Enemy Nervecell |

| 12 agosto | |
| Metal Shop stage | Jägermeister stage |
| Dew-Scented Cathedral Satyricon Exodus The Exploited Gorod Hail of Bullets Svart Crown Debustrol Benighted Dordeduh Excrementory Grindfuckers | Einherjer Mayhem Soilwork The Dillinger Escape Plan Katatonia KYPCK Decapitated Scar Symmetry Ram-Zet First Blood Your Demise Cannabis Corpse |

| 13 agosto | |
| Metal Shop stage | Jägermeister stage |
| Ahab 1349 Triptykon Anathema Cryptopsy Vader Genitorturers Forbidden Exivious Draconian Seventh Void Trigger the Bloodshed Blood Red Throne | Khold Kataklysm Sepultura As I Lay Dying Turisas Blood for Blood Haemorrhage Skyforger Kvelertak Dagoba Absu A Pale Horse Named Death |

### 2010
| 12 agosto | |
| Metal Shop stage | Jägermeister stage |
| Despised Icon Gorgoroth Fear Factory Gojira Obituary Suicidal Angels Rotten Sound Insania Minority Sound Short Sharp Shock | Gwar Candlemass Children of Bodom Sepultura Ensiferum The Black Dahlia Murder Trail of Tears Bonded by Blood Demonic Resurrection Afgrund Disfigured Corpse |

| 13 agosto | |
| Metal Shop stage | Jägermeister stage                                                                                              |
| Napalm Death Cannibal Corpse Lock Up Necrophagist Hypnos Bal-Sagoth Sigh Monstrosity Devourment Callisto Proghma-C Bleed from Within | Aura Noir Ihsahn Devin Townsend Converge Ill Niño Mnemic Crushing Caspars Kalmah Kylesa Catamenia Alkonost Gaza |

| 14 agosto | |
| Metal Shop stage | Jägermeister stage |
| Sarke Agnostic Front Meshuggah Tankard Diablo Swing Orchestra Jesu Lyzanxia Graveworm Barren Earth Sybreed Lost Soul Cock and Ball Torture | Watain My Dying Bride Hypocrisy Dying Fetus Voivod Macabre Moonsorrow Madder Mortem Origin The Arusha Accord Sadist Ragnarǫk |

### 2009
Action, Ador Dorath, Anaal Nathrakh, Ashes You Leave, Atheist, Atrox, Beneath the Massacre, Biohazard, Black Bomb A, Brujeria, Brutal Truth, Carnifex, Casketgarden, Cripple Bastards, Cynic, Dagoba, Dark Funeral, Darkane, Demonic Resurrection, Depresy, Evergreen Terrace, Evile, FDK, Forgotten Silence, Gadget, Gama Bomb, Ghost Brigade, Grave, Hate Eternal, Immortal, Madball, Marduk, Misery Index, Mithras, Negură Bunget, Novembers Doom, Obscura, Opeth, Orphaned Land, Pain, Pestilence, Psycroptic, Raunchy, The Red Chord, Rotting Christ, Sadus, Suffocation, Suicide Silence, Skepticism, Testament, The Faceless, Turisas, Ulver, Vreid, Vomitory, Walls of Jericho, War from a Harlots Mouth.

### 2008
| 14 agosto                                                                           |                                                                                |
| Obscure stage                                                                       | Nosferatu stage                                                                |
| Textures Finntroll Septicflesh Hollenthon Sadist Rasta Inveracity Suffocate Bastard | Harmony Bay Mayhem Exodus Samael General Surgery Beheaded Gloomy Grim Mindwork |

| 15 agosto | |
| Obscure stage | Nosferatu stage |
| Cephalic Carnage Neurosis Anathema Entombed Soilwork Swallow The Sun Sworn Enemy All Shall Perish Eths Debustrol Warbringer Psychotic Despair | Malignant Tumour 1349 Cradle of Filth Behemoth Primordial Despised Icon The Berzerker Cephalic Carnage novembre A Storm of Light Grenouer Tisíc let od ráje |

| 16 agosto | |
| Obscure stage                                                                                                | Nosferatu stage |
| Esotheric Carcass Agnostic Front Sodom Kataklysm Code Ador Dorath Arkona Kruger Jig Ai Uprise Attack of Rage | Hell Show Six Feet Under Paradise Lost Arch Enemy Sebkha-Chott Zubrowska Hate Hour of Penance Illidiance Locomotive Imp. Malvolence Wayd |

### 2007
Soulfly, Satyricon, Dark Tranquillity, Cynic, Malevolent Creation, Madball, Pain, Vader, Deicide (cancellato), Gorgoroth, Immolation, Katatonia, Suffocation, Dismember, Cephalic Carnage (cancellato), All That Remains, Enslaved, Dying Fetus, Zyklon, Haemorrhage, The Black Dahlia Murder, Mnemic, Misanthrope, Carnival in Coal, Belphegor, By Night, Cataract, Dagoba, Die Apokalyptischen Reiter, Depresy, E-Force, Ensiferum, Gorerotted, Inhume, Le Scrawl, Leng Tch'e, Madder Mortem, Onslaught, Red Harvest, Hacride, Obtest, Root, Saturnus, Sayyadina, To-Mera, Uprise, She Said Destroy, Outburst, Trepalium, Keep Of Kalessin, Despise, Opitz, Rubufaso Mufuko, Pigsty, Panychida, Abstract Essence, M.A.C. Of Mad

### 2006
Ador Dorath, Amorphis, Arsebreed, Birdflesh, Born from Pain, Carnival in Coal, Cenotaph, Cerebral Turbulency, Colp, Crashpoint, Deadborn, Depresy, Destruction, Dimmu Borgir, Disavowed, Ephel Duath, Fear Factory, Fleshgore, Galadriel, Gojira, Gorefest, Illidiance, Ingrowing, Jig-Ai, Locomotive, Mayhem, Morbid Angel, Mortifilia, Mourning Beloveth, Napalm Death, Neglected Fields, Negligent Collateral Collapse, Obscura, The Ocean, Ophiolatry, Orphaned Land, Rasta, Rites Of Undeath, Root, Rotten Sound, Sacrist, Sanatorium, Severe Torture, Sick of It All, Skinless, Skyforger, Smashed Face, Solfernus, Textures, Tisíc Let Od Ráje, Trollech, Uprise, Visceral Bleeding, Wasteform, X-Core.

### 2005
Mrazek, Solfernus, Blomov, Ahriman, Greedy Invalid, Natron, Obituary, Silent Stream Of Godless Elegy, Gadget, Textures, Lord Belial, Scenery, Hecate, Disfigured Corpse, Forgotten Silence, Ahumado Granujo, Disillusion, Negură Bunget, Six Degrees Of Separation, Depresy, Belphegor, Agathodaimon, Root, Callenish Circle, Ethereal Pandemonium, Gutted, Abstract, Pigsty, The Rays Of The Sun, Despise, Squash Bowels, Isacaarum, Lost Soul, Equirhodont, Sad Harmony, Krisiun, My Dying Bride, Necrophagist, Ador Dorath.

### 2004
Abortion, Ador Dorath, Antistar Co., Barracuda, Bed Sores, Beltaine, Cannibal Corpse, Cerebral Turbulency, Colp, Dark Gamballe, Darkside, Darzamat, Dead Infection, Deaf 99, Deflorace, Demolition, Depresy, Dying Passion, Endless, Euthanasia, F.O.B., From Beyond, Galadriel, Godless Truth, Graveworm, Gride, Immortal Tears, Impaled Nazarene, Ingrowing, Jack Slater, Lex Talionis, Livores Mortis, Lunatic Gods, Melancholy Pessimism, Martyrium Christi, Melissy, Memoriu, Misery Index, Neglected Fields, Nobody, Nocturnal Devotion, Pathology Stench, Poppy Seed Grinder, R.E.T., Rites Of Undeath, Root, Sacrosanctum, Sanatorium, Sear Bliss, Smashed Face, Sun Has Cancer, Torment, Sungate, Utopia, Wayd.